# Akysis microps
Akysis microps es una especie de pez de la familia Akysidae en el orden de los Siluriformes.

## Morfología
• Los machos pueden llegar alcanzar los 2,9 cm de longitud total.

## Hábitat
Se encontró en un gran arroyo con fondos  arenoso y a 50 cm de profundidad.

## Distribución geográfica
Se encuentran en Asia: Malasia.